# Rosselange
Rosselange är en kommun i departementet Moselle i regionen Grand Est (tidigare regionen Lorraine) i nordöstra Frankrike. Kommunen ligger i kantonen Moyeuvre-Grande som tillhör arrondissementet Thionville-Ouest. År 2022 hade Rosselange 2 403 invånare.

## Befolkningsutveckling
Antalet invånare i kommunen Rosselange
| Referens: INSEE |